# Scinax castroviejoi
Scinax castroviejoi là một loài ếch trong họ Nhái bén.
Nó được tìm thấy ở Bolivia và có thể có ở Argentina.
Các môi trường sống tự nhiên của chúng là các khu rừng khô nhiệt đới hoặc cận nhiệt đới, các khu rừng vùng núi ẩm nhiệt đới hoặc cận nhiệt đới, hồ nước ngọt, đầm nước ngọt, đầm nước ngọt có nước theo mùa, và ao. Loài này đang bị đe dọa do mất môi trường sống.